# Djoloff
Djoloff war eine Hip-Hop-Gruppe aus Senegal, deren Name auf die französische Schreibvariante des historischen Jolof-Reichs zurückging. Die drei Bandmitglieder, Mbégane Ndour (* 1970), der auch schon für andere Musiker produziert hatte, Aumar Sow (* 1974) und Doudou Seck (* 1976), ließen sich 1995 in Paris nieder und gründeten die Gruppe. Sie gehören neben Positive Black Soul und Daara J zu den wichtigsten Vertretern des Seneraps.
Djoloff begannen als Rap-Gruppe und übten Conscious Rap in Sprachen wie Wolof und Fulfulde, die in Senegal gesprochen werden, und später auch in Französisch und Englisch. Sie begleiten computergenerierte Hip-Hop-Beats mit afrikanischen Instrumenten wie dem Balafon, der Kora und der Ngoni. In den Liedern setzten sie sich kritisch mit dem Leben in Frankreich und mit afrikanischen Politikern auseinander, aber auch das Leben von Einwanderern in Frankreich thematisieren sie.
Ab 1996 traten sie auf mehreren französischen Festivals auf, unter anderem auf dem Francofolies of La Rochelle, Africolor, dem Les Transmusicales in Rennes und dem La Villette´s Urban Cultures Festival.
Die Aufnahmen des Debüt-Albums Lawane begannen 1998 und wurden 2000 unter Mitwirkung des international bekannten senegalesischen Musiker Wasis Diop fortgesetzt, der auch als Produzent tätig ist. Dem 2001 in Europa veröffentlichten Album schloss sich eine Tournee an, unter anderem in Deutschland auf der Popkomm. Dabei traten sie in traditioneller afrikanischer Kleidung (Boubou) auf, was für Senerap-Stars in Dakar nicht üblich ist.
Seit der Trennung der Gruppe ist Sow als Solokünstler tätig.

## Diskografie
- 2000: Lawane (Universal Distribution)